# オクタヘドライト

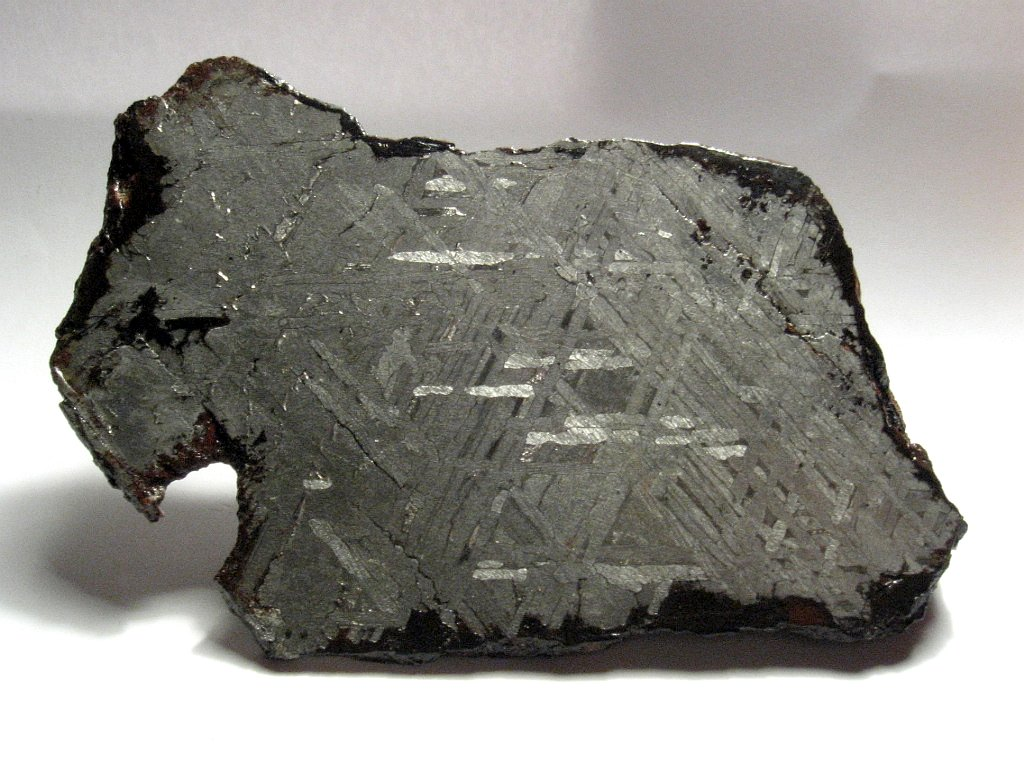
Toluca隕石

オクタヘドライト（英: Octahedrite）は鉄隕石のなかでもっとも普通の種類である。ニッケルの含有量が6%から20%と多く、ニッケル含有量の多いテーナイトと含有量の少ないカマサイトからなる、0.2ミリメートルから50ミリメートルの幅の層状の組織が見られる。母天体内部で非常にゆっくりとした速度で冷却してできる組織で、酸でエッチングするとウィドマンシュテッテン構造が見られる。テーナイトとカマサイトのラメラの間にプレサイトと呼ばれる微小な粒径の混合物の見られるものがある。
鉄隕石の分類は微量元素の化学組成から、IからIVまでの数字に細かな特徴でAからFまでの文字をつける10いくつかの化学的グループに分けられる。オクタヘドライトに分類された隕石としては、IVA型のギベオン隕石、IIICD型の南丹隕石、IAB型のキャニオン・ディアブロ隕石、IIIE型の新疆隕石などがある。